# Akkuyu, Sarıçam
Akkuyu là một xã thuộc huyện Sarıçam, tỉnh Adana, Thổ Nhĩ Kỳ. Dân số thời điểm năm 2009 là 785 người.